# Emmanuelle à Cannes
Emmanuelle à Cannes è un film pornografico del 1980 diretto da Jean-Marie Pallardy.

## Trama
Emmanuelle, è una bella giovane spogliarellista che sogna di diventare una famosa stella del cinema. In realtà, lavora come spogliarellista in una discoteca squallida dove è costretta dal suo manager e fidanzato Frank a dormire con i ricchi clienti. Emmanuelle, che sorprende quest'ultimo con un collega, decide di scappare nella speranza di realizzare il suo sogno. Al festival di Cannes, incontra un produttore cinematografico che gli dà un ruolo da protagonista in un film porno a basso costo, il quale è un flop da botteghino. Rimasta sola e incapace di pagare i conti, si prostituisce fino a quando Frank finalmente arriva e la tira fuori dalla sua disperazione.

## Distribuzione
A livello mondiale conosciuto con il titolo: Emmanuelle Goes to Cannes